# Daedalea quercina
Daedalea quercina (L.) Pers., 1801 è un fungo legnoso appartenente alla famiglia Fomitopsidaceae, come suggerisce il suo nome, è un fungo parassita unico, abitante delle querce. Si tratta di un particolare fungo poliporo con i pori superficiali fitti e molto intricati, labirintici, da biancastri a grigio marrone. La carne è dura, di colore che va dal biancastro al bruno. 
Daedaleopsis confragosa è simile, ma il suo labirinto di pori ha la superficie meno regolare, pareti sottili, e di solito ammaccature rossastre. Lenzites betulina ha la superficie simile.

## Etimologia
Il nome della specie deriva dal latino quercus, quercia, per il suo habitat preferenziale, il genere Quercus. Il suo nome ricorda Dedalo, con riferimento al labirinto che nascose il Minotauro della mitologia nell'antica Grecia.

## Descrizione della specie

### Corpo fruttifero
Cappello: 10–30 cm, ampiamente gnoccoso, a forma di zoccolo, asciutto e liscio, finemente stratificato (in genere più verso il margine); biancastro quando è fresco, ma da grigio-rossiccio a nero avanzando con l'età (spesso più scuro verso il punto di attacco negli esemplari che hanno diversi anni). Sessile, semicircolare, con superficie rugosa, gli strati sono di diverso colore.

### Tubuli
Tubuli lunghi circa 4 centimetri e larghi circa 1–3 mm, color grigio-crema.

### Pori
Di forma allungata, poligonali e concolori ai tubuli, i pori sono simili a pseudolamelle.
Bancastri quando sono freschi, diventano poi giallo pallido o marrone chiaro. La cosa cambia se vi sono ammaccature.

### Gambo
Sessile, un vero gambo non è presente.

### Carne
La carne è biancastra, legnosa, di consistenza simile al sughero. Con l'età diventa marrone pallido.
Reazioni chimiche: tutte le parti diventano nere sotto KOH. 
Odore e sapore: insignificanti, di fungo.

### Caratteri microscopici
Spore
Caratteristiche microscopiche: Spore di 5-6 x 2-3,5 μ, lisce, cilindriche o a forma ellittica. La sporata è bianca.

## Distribuzione e habitat
Parassita attivissimo e mortale, crescente da sola o in piccoli gruppi su querce e castagni vivi (occasionalmente sul legno di altre latifoglie), raramente su conifere e con il corpo fruttifero fuso nel legno. Pluriennale, provoca il marciume bruno del durame; ampiamente distribuito in Europa centrale e settentrionale; nel Nord America è raro, non più presente dopo l'ovest del Mississippi.

## Commestibilità
Non commestibile perché duro e legnoso.

## Sinonimi e binomi obsoleti
- Agarico-suber daedaleum Paulet, Traité Champ., Atlas 2: 75 (1793)
- Agaricus antiquus Willd., Fl. Berol. Prodr.: 376 (1787)
- Agaricus labyrinthiformis Hoffm., Nomenclator fungorum (Berlin) 1: 1789 (1789)
- Agaricus labyrinthiformis Bull., Hist. Champ. France (Paris) (1788)
- Agaricus quercinus L., Species Plantarum: 1176 (1753)
- Antrodia hexagonoides (Fr.) P. Karst., Meddn Soc. Fauna Flora fenn. 5: 40 (1880)
- Daedalea inzengae Fr., Fungi sicil. 2: 8 (1869)
- Daedalea nigricans Pers., Synopsis Methodica Fungorum (Göttingen): 499 (1801)
- Daedalea quercina f. hexagonoides (Fr.) Bondartsev, Trutovje Griby: 569 (1953)
- Daedaleites quercinus (L.) Mesch.
- Hexagonia minor Lázaro Ibiza, Revta R. Acad. Cienc. exact. fis. nat. Madr. 14: 514 (1916)
- Lenzites quercina (L.) P. Karst., Bidr. Känn. Finl. Nat. Folk 1: 369 (1888)
- Merulius quercinus (L.) Pers., Neues Mag. Bot. 1: 106 (1794)
- Striglia inzengae (Fr.) Kuntze, Revis. gen. pl. (Leipzig) 2: 871 (1891)
- Striglia quercina (L.) Kuntze, Revis. gen. pl. (Leipzig) 2: 871 (1891)
- Trametes hexagonoides Fr., in Quélet, Mém. Soc. Émul. Montbéliard, Sér. 2 5: 287 (1872)
- Trametes quercina (L.) Pilát, Atlas des Champignons de l'Europe, Ser. B 3: 329 (1939)[1]